# Vaza Jato

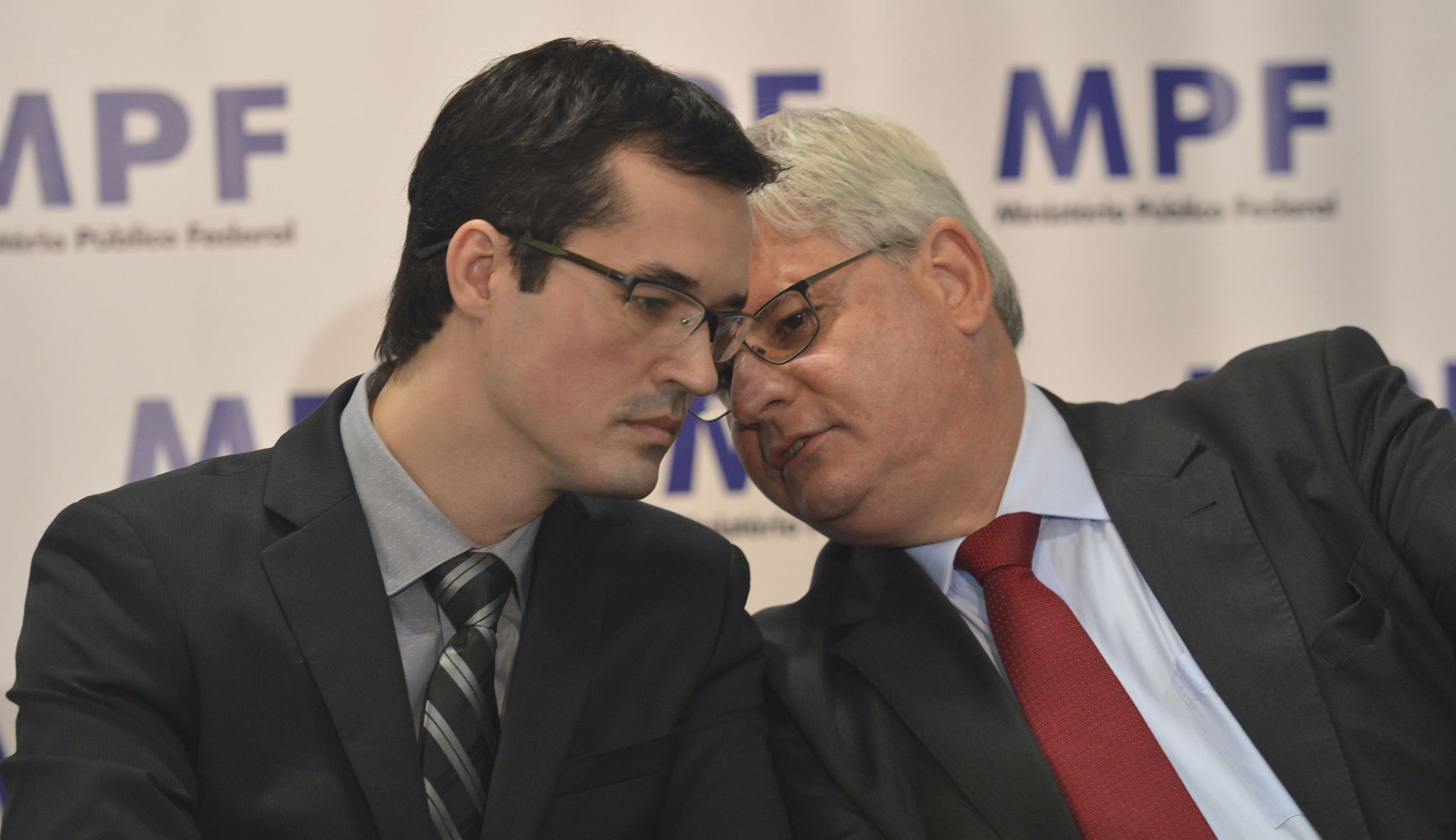
Deltan Dallagnol, coordinador de la Operación y Abogado Rodrigo Janot, en la ceremonia de devolución a Petrobras de los montos recuperados por la Operación Lava Jato.

Vaza Jato es el término utilizado por la prensa brasileña para referirse a conversaciones filtradas en la aplicación Telegram sobre las acciones, decisiones y posiciones de los funcionarios que realizan investigaciones para la Operación Autolavado (Lava Jato). Estos funcionarios incluyen al exjuez Sergio Moro y al fiscal Deltan Dallagnol. Las conversaciones fueron reportadas por el periodista Glenn Greenwald de The Intercept en junio de 2019.
Las transcripciones de los chats privados indicarían que Moro brindó información privilegiada a los fiscales, asistiendo al Ministerio Público Federal (MPF) en la construcción de casos, así como dirigiendo la fiscalía, solicitando operaciones contra familiares de testigos, sugiriendo modificación en las fases de la operación Lava Jato. También mostraron agilidad en nuevas operaciones, asesoría estratégica, proporcionando pistas informales y sugerencias de recursos al MPF para condenar al expresidente brasileño Luiz Inácio Lula da Silva por cargos de corrupción.
Las filtraciones tuvieron amplias repercusiones. Sergio Moro, el grupo de trabajo Lava Jato y el MPF, para defenderse de las acusaciones, cuestionaron la autenticidad y el origen de los datos.

## Cronología
El 9 de junio de 2019, The Intercept publicó tres artículos que mostraban discusiones internas, coordinadas por el fiscal Dallagnol, en colaboración con el exjuez Moro. Los tres artículos se resumieron en dos artículos en inglés: Parte 1 y Parte 2. Los intercambios fueron actitudes muy controvertidas, politizadas y legalmente dudosas del grupo de trabajo Lava Jato. The Intercept, en esta fase, explica cómo y por qué están publicando chats privados sobre Lava Jato y Sergio Moro. Los reporteros también muestran que los fiscales de Lava Jato conspiraron en secreto para evitar que Lula se entrevistara antes de las elecciones por temor a que ayudara a 'elegir a Haddad' y, además, que Dallagnol dudó de las pruebas contra Lula y el cohecho de Petrobras horas antes de la denuncia del triplex.
En la Parte 4, la conversación muestra que el juez, no los fiscales, estaba a cargo de la investigación. Sugirió que los investigadores cambien el orden de fases del Lava Jato, pidió agilidad en nuevas operaciones, dio consejos estratégicos y pistas informales, anticipó una decisión que rectificaría, criticó y sugirió apelaciones al Ministerio Público y regañó a Dallagnol.
Los informes de investigación surgieron en medio de una crisis política, económica y social que atraviesa Brasil. Durante años, diversos sectores de la sociedad han denunciado desviaciones, abusos y acciones inconstitucionales cometidas por el operativo Lava Jato. Al día siguiente, varios representantes de los medios de comunicación como O Globo, Fato o Fake, así como Agência Lupa y el sitio Aos Fatos, atacaron la veracidad de algunos hechos en el artículo.
El 12 de junio de 2019, Greenwald publicó todos los diálogos reservados, de octubre de 2015 a septiembre de 2017, relevantes al informe publicado el 9 de junio (Parte 5). Los mensajes filtrados entre Moro y Dallagnol, ahora incluían a Luis Fux, ministro de Justicia del Tribunal Supremo Federal. Los mensajes muestran evidencia de presión por parte de Moro, actual ministro de Justicia de Jair Bolsonaro, para acelerar el fallo a pesar de la falta de pruebas. Moro afirmó, para calmar a los fiscales sobre un recurso de apelación: "En Fux confiamos".
Debido al sesgo político-partidista implícito en la difusión de mensajes, el 14 de junio de 2019 los partidos de izquierda solicitaron la renuncia del Ministro de Justicia. Moro respondió que no renunciará a su cargo y que fue blanco de un ciberataque y que el país enfrenta "un crimen en curso", impulsado por una gran organización criminal profesional. El mismo día, un congresista del partido de Bolsonaro amenazó explícitamente a Greenwald con arresto y/o deportación por informar sobre las "masivas irregularidades del ministro de Justicia de Bolsonaro y los fiscales que encarcelaron a Lula".
El 8 de marzo de 2021 la Corte Suprema de Brasil declaró nulos los cuatro procesos en los cuales Luiz Inácio Lula da Silva había sido condenado a doce años de prisión, prohibiéndole además presentarse como candidato en las elecciones generales de 2018.

## Repercusiones internacionales
En base a la exposición de Vaza Jato, Ro Khanna y Bernie Sanders se unieron al movimiento Lula Libre y cada uno expresó su preocupación por el continuo encarcelamiento de Lula y la participación del gobierno de Bolsonaro en el escándalo.